# De Noya
De Noya es el nombre de una variedad cultivar de manzano (Malus domestica). Esta manzana es originaria de Galicia, está cultivada en la colección de árboles frutales y banco de germoplasma de Mabegondo con el Nº 155; ejemplares procedentes de esquejes localizados en Dodro (La Coruña).

## Sinónimos
- "Manzana De Noya",[4][5]
- "Maceira De Noya".

## Características
El manzano de la variedad 'De Noya' tiene un vigor vigoroso. Tamaño grande y porte erguido.
Época de inicio de brotación a partir del 20 de abril y de floración a partir del 17 de mayo.
Las hojas tienen una longitud del limbo de tamaño medio, con la máxima anchura del limbo es estrecha. Longitud de las estípulas es media y la máxima anchura de las estípulas es media. Denticulación del borde del limbo es serrado, con la forma del ápice del limbo cuspidado y la forma de la base del limbo es agudo. Con subestípulas presentes.
Sus flores tienen una longitud de los pétalos es media, con una anchura de los pétalos ancha, disposición de los pétalos superpuestos entre sí, con una longitud del pedúnculo media.
La variedad de manzana 'De Noya' tiene un fruto de tamaño grande, de forma plana-globosa, de color bicolor, con chapa a rayas, e intensidad media. Epidermis de textura desigual, con pruina en su superficie y con presencia de cera media. Sensibilidad al "russeting" (pardeamiento áspero superficial que presentan algunas variedades) poco sensible. Con lenticelas de tamaño mediano.
Los sépalos están dispuestos de forma completamente replegados, y libres en su base; su fosa calicina es muy profunda y de una anchura media. Pedúnculo de grosor medio y de longitud medio, siendo la cavidad peduncular de una profundidad media y de anchura media. Con pulpa de color blanca, cuya firmeza es intermedia y su textura intermedia; su jugosidad es intermedia, con sabor de acidez media, y aromática.
Época de maduración y recolección desde el 24 de septiembre. 'De Noya' es una manzana que su destino es la conservación de esta variedad en el banco de germoplasma de Mabegondo como reserva genética.

## Susceptibilidades
- Oidio: ataque medio
- Moteado: no presenta
- Raíces aéreas: ataque débil
- Momificado: no presenta
- Pulgón lanígero: ataque débil
- Pulgón verde: ataque débil
- Araña roja: no presenta
- Chancro del manzano: ataque débil.[3]